# Alex Ferrari (giocatore di football americano)
Alex Ferrari (Bolzano, 20 dicembre 1993) è un giocatore di football americano italiano, che gioca come linebacker per i Guelfi Firenze.
È figlio di Remo Ferrari, già linebacker dei Giants Bolzano
Dopo undici stagioni in Italia con i Giants Bolzano raggiungendo due volte la finale dell'Italian Football League e della Central European Football League, ha giocato in Germania per metà stagione nei tedeschi Schwäbisch Hall Unicorns con i quali ha raggiunto il German Bowl, per poi trasferirsi una prima volta in Austria ai Tirol Raiders (coi quali ha vinto il suo primo titolo nazionale).
Gioca nella nazionale italiana (con la quale ha vinto l'Europeo 2021).

## Statistiche
| Statistiche in carriera | Statistiche in carriera  | Statistiche in carriera | Tackle | Tackle | Tackle | Sack | Sack | Tackle for loss | Tackle for loss | Intercetti | Intercetti | Pass Defense | Pass Defense | Fumble | Fumble |
| Anno                    | Squadra                  | Gare                    | Sol    | Ass    | Tot    | Sack | Y P. | TFL             | Y P.            | Int        | Yard       | P BU         | P D          | Fum F  | F Rec  |
| ----------------------- | ------------------------ | ----------------------- | ------ | ------ | ------ | ---- | ---- | --------------- | --------------- | ---------- | ---------- | ------------ | ------------ | ------ | ------ |
| 2013                    | Giants Bolzano           | 5                       | 8      | 2      | 9      | 0    | 0    | 1               | 0               | 0          | 0          | 1            | 1            | 5      | 0      |
| 2014                    | Giants Bolzano           | 9                       | 19     | 7      | 22,5   | 1,5  | 16   | 3,5             | 31              | 0          | 0          | 1            | 1            | 0      | 1      |
| 2015                    | Giants Bolzano           | 11                      | 37     | 18     | 46     | 1    | 6    | 4               | 28              | 0          | 0          | 1            | 1            | 0      | 0      |
| 2016                    | Giants Bolzano           | 12                      | 49     | 26     | 62     | 3    | 20   | 7.5             | 34              | 0          | 0          | 2            | 2            | 3      | 0      |
| 2017                    | Giants Bolzano           | 10                      | 51     | 42     | 72     | 1.5  | 16   | 7               | 36              | 2          | 74         | 2            | 4            | 1      | 0      |
| 2018                    | Giants Bolzano           | 9                       | 33     | 22     | 44     | 5.5  | 43   | 10.5            | 66              | 0          | 0          | 3            | 3            | 1      | 0      |
| 2019                    | Giants Bolzano           | 6                       | 20     | 22     | 31     | 2.5  | 13   | 3               | 15              | 1          | 12         | 2            | 3            | 0      | 0      |
| 2019                    | Schwäbisch Hall Unicorns | 6                       | 6      | 7      | 13     | 2    | 13   | 2               | 13              | 0          | 0          | 1            | 1            | 0      | 0      |
| 2021                    | Tirol Raiders            | 11                      | 21     | 24     | 33     | 3    | 23   | 6               | 32              | 0          | 0          | 4            | 5            | 4      | 1      |
| 2022                    | Tirol Raiders            | 0                       | 0      | 0      | 0      | 0    | 0    | 0               | 0               | 0          | 0          | 0            | 0            | 0      | 0      |
| Carriera                |                          | 79                      | 240    | 151    | 322,5  | 20   | 150  | 44,5            | 255             | 3          | 86         | 17           | 21           | 14     | 2      |

## Palmarès

### Nazionale
- Campionato europeo di football americano: 1

Europa 2021

### Club
- Austrian Bowl: 1

Tirol Raiders: 2021